# Școala Fiilor de Militari din Iași
Școala Fiilor de Militari din Iași a fost o instituție de învățământ militar, de nivel liceal. Această instituție militară de învățământ, prima de acest tip din Armata României, a fost înființată prin Înaltul Decret Regal nr. 1283 din 19 iulie 1872 și avea obiectivul „de a da creștere și educație completă fiilor de militari de orice grad, al căror serviciu îndelungat și nepătat le constituie un drept la recunoștința țării”. În 28 martie 1908 s-a transformat în Liceul Militar Iași. Din 1929, instituția de învățământ s-a numit Liceul Militar „General George Macarovici”.
În 1948 a fost desființat odată cu celelalte licee militare existente la acea vreme.

## Istoric
Ansamblul clădirilor care au aparținut Școlii Fiilor de Militari, clădiri în care funcționează în prezent Spitalul Clinic Militar de Urgență „Dr. I. Czihac”, a fost inclus pe Lista monumentelor istorice din județul Iași din anul 2004, având codul de clasificare LMI IS-II-a-B-03780.

## Absolvenți, personalități militare și civile
- Teodor Tăutu (1868-1937), general de infanterie, erou al Primului Război Mondial
- Eugeniu P. Botez (1877-1933), ofițer de marină, cunoscut ca scriitorul Jean Bart
- Emil Gârleanu (1878-1914), prozator, regizor, scenarist de film și jurnalist român
- Constantin Sănătescu (1885-1947), general de cavalerie, prim-ministru al României (1944), șef al Marelui Stat Major al Armatei Române (1944-1945)
- Gheorghe Mihail (1887-1982), general de infanterie, șef al Marelui Stat Major al Armatei Române (1940, 1944)